# Sarapatel

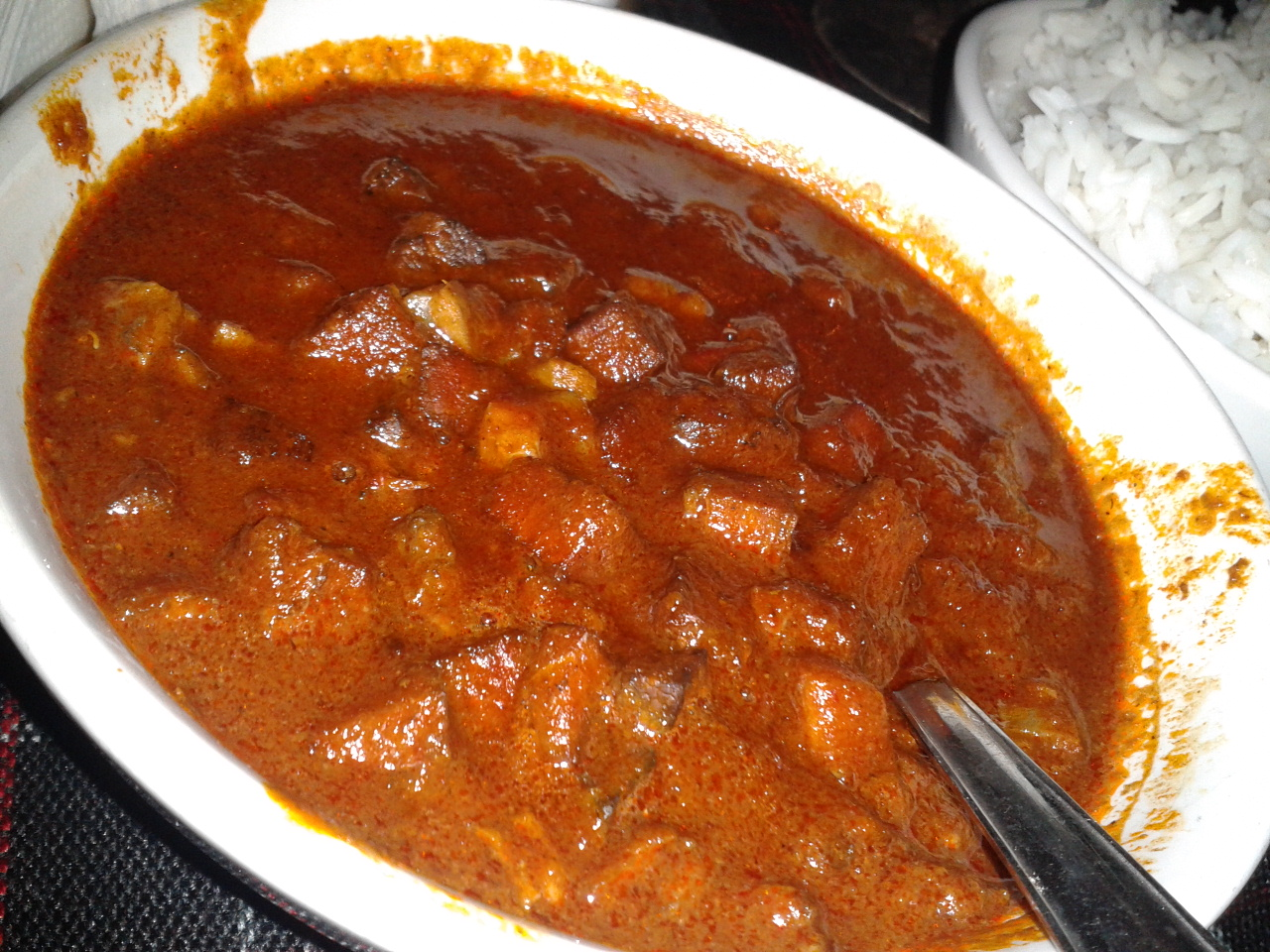
Sarapatel na praia de Baga, em Goa.

Sarapatel é uma designação comum de diversas iguarias preparadas com vísceras de porco, cabrito ou borrego.
Nascido no Alto Alentejo, em Portugal, o sarapatel foi adaptado no Brasil, na culinária indo-portuguesa de Goa, Damão e Diu, outrora pertencentes ao Estado Português da Índia, e na culinária de Macau.

## História
Em meados do século XVII, ainda era grafado com o nome «sarapetel», só mais tarde tendo passado a chamar-se «sarapatel» ou mesmo «sopa de sarapatel».
Dado o seu modo de confecção, insere-se na categoria gastronómica histórica das sopas secas, por ser regada sobre fatias de pão, contrastando, por isso, com as sopas molhadas ou potagens.
Esta receita tem origens ou influências judaicas, reputadas à comunidade de cristãos-novos da região de Castelo de Vide, no Alto Alentejo. Tradicionalmente, este prato era consumido no dia de Páscoa, nessa região do Alentejo.

## Etimologia
A origem da palavra «sarapatel» é controversa e obscura. Sendo certo que há autores portugueses que remetem a origem da palavra portuguesa, para o castelhano "zarapatel", há, em igual medida, linguistas castelhanos que, por seu turno, remetem a origem dessa palavra castelhana de volta para o termo português «sarapatel».

## Versões

### Portugal

#### Alentejo
Em Portugal, no Alto Alentejo, com particular destaque para zona de Castelo de Vide , o sarapatel é confeccionado principalmente com carne de borrego ou cabrito, além dos pulmões, fígado, coração ou outras vísceras, amiúde designadas no seu conjunto como «fressuras». A estes ingredientes, soma-se sangue cozido, banha, azeite, cebola, vinho, alho e tomate ao rol de ingredientes, contando ainda com com louro, colorau, cravinho, cominhos, pimenta, salsa e hortelã para tempero.
No que respeita à confecção, guisam-se as fressuras escortinhadas, com banha e um refogado de azeite, cebola picada, dentes de alho, juntando-se-lhe ainda louro, colorau, pimenta em grão, cravinhos e um ramo de salsa. Uma vez bem refogado, rega-se com vinho branco e água, até dar uma feição de sopa ao guisado.
De seguida, adiciona-se a carne de cabrito ou borrego e aguarda-se até que coza. Uma vez tudo cozido, pode temperar-se, ainda, com cominhos e ramo de hortelã. Depois de apurado, junta-se o sangue cozido, já esfarelado.
É servido quente, numa terrina ou numa malga, sobre fatias de pão, à guisa de outras receitas históricas de sopa seca.

#### Minho
Na região do Minho, no norte do país, é possível encontrar o chamado sarapatel da serra de Arga, considerado uma cabidela com miúdos de cabrito. É sobretudo confeccionado e consumido em Arga de São João, por ocasião das festas no mosteiro local, que se realizam todos os anos entre 28 e 29 de Agosto.

#### Madeira
O sarapatel madeirense, por seu turno, faz-se com porco e é um prato típico de Natal. Mais concretamente, leva fígado e sangue de porco, acompanhado de cebolas, tomates, passas, pêros (variedade de maçã) e nozes. Na sua confecção cozem-se o sangue e fígado escortinhados, em recipientes separados.
Enquanto que, paralelamente, se picam as cebolas, a salsa e o tomate, para depois se refogarem em banha.
Juntam-se depois os restantes ingredientes, esfarelando-se o sangue e picando-se as nozes e os pêros. Deixa-se, depois, tudo a cozer sobre lume brando, mexendo sempre com uma colher de pau até reduzir.  Acompanha-se este sarapatel com fatias de pão, à guisa de sopa seca, ou com batatas cozidas, à guisa de cozido.

### Brasil
O sarapatel é um alimento típico da culinária de Alagoas, Pernambuco, Paraíba, Bahia, Rio Grande do Norte, Ceará, Piauí, Maranhão e Sergipe. Em Pernambuco, é feito com tripas e outras vísceras de porco, além do sangue coalhado e cortado em pedaços. Uma das características da iguaria é seu teor de gordura, bastante acentuado por causa da presença de pedaços de toucinho e da tripa. Durante o cozimento acrescenta-se hortelã e uma ou duas grandes pimentas-de-cheiro, inteiras. Serve-se o prato acompanhado de farinha ou de arroz. No Ceará, assim como em Alagoas normalmente não se coloca tripa e a hortelã é substituída pela folha de louro. No Piauí, é preparado a partir da chamada "fressura" (conjunto de traqueia, pulmão, rins e fígado) de carneiro ou bode.

### Goa
O sarapatel de Goa é confeccionado com carne, cabeça, fígado, coração, rins e sangue de porco. É temperado com malaguetas, cravinho, açafrão, canela, coentros, cominhos, gengibre, alho e tamarindo. Leva ainda cebolas picadas e pode levar também vinagre, conforme o gosto.
As carnes começam por ser cozidas com o açafrão e o sal. Depois de cozidas, são cortadas em pequenos cubos, que são fritos em seguida. As especiarias são misturadas e adicionadas às cebolas refogadas. A carne é adicionada em seguida, assim como um pouco da água da sua cozedura. Vai a apurar por instantes e está pronto a servir.
É normalmente servido com arroz branco, sendo certo que se trata de um prato versátil, que também se presta a ser servido com pão e sana (bolos de arroz cozidos a vapor, com coco).

### Macau
O sarapatel de Macau, historicamente associado à diáspora goesa que se deslocou a Macau, durante o período colonial português, é um sarapatel de carne, fígado e coração de porco. Destaca-se pela condimentação que, além de fortemente apurada, com malaguetas, cravinho, cominhos, açafrão-da-índia, gengibre, pimenta, também conta com polpa de tamarindo.